# George Robert Stibitz
George R. Stibitz (York, Pennsilvània, 20 d'abril de 1904 – † 31 de gener de 1995), va ser un científic nord-americà conegut majoritàriament pels seus treballs realitzats en els anys 30 i 40 sobre el desenvolupament de circuits digitals lògics, usant relés electromecànics com a commutadors.

## Estudis
Es va graduar com a doctor en matemàtiques aplicades a la Universitat de Denison de Granville, Ohio, l'any 1926. Va rebre el seu grau de Mestratge (anglès: Master Degree) en el Union College en 1927, i es va doctorar en física matemàtica en 1930 per la Universitat de Cornell.

## Activitats que va desenvolupar
En finalitzar els seus estudis va entrar a treballar en els Laboratoris Bell com a consultor matemàtic.
De 1940 a 1945, va treballar en l'Oficina nord-americana de recerca i desenvolupament científic. Durant la Segona Guerra Mundial, va ser consultor en matemàtiques per a diverses agències del govern nord-americà.
En 1964 es va unir al Departament de Filosofia en la Facultat de medicina de Dartmouth, per treballar en la recerca de l'ús de la física, les matemàtiques i les computadores en sistemes biofísics. A partir de 1966 es va dedicar a exercir l'ensenyament.
Va ser membre de la Facultat del Dartmouth College des de 1964, amb la finalitat de bastir ponts entre els camps de la computació i la medicina. Es va jubilar l'any 1983. Tant en el Smithsonian Institution com el American Computer Museum es poden veure (o s'han pogut apreciar) rèpliques del seu "Model K", en honor al seu treball desenvolupat.
En l'actualitat es lliura anualment el premi George R Stibitz Computer Pioneer del American Computer Museum, que destaca als pioners en el camp de la recerca informàtica, i que entre uns altres s'ha atorgat a Ray Tomlinsson.

## El seu treball científic
A partir de l'any de 1930, Howard Aiken i George Robert Stibitz van iniciar el desenvolupament de calculadors automàtics a partir de components mecànics i elèctrics.
El novembre de 1937, Stibitz, que aleshores estava treballant en els Laboratoris Bell, va completar una computadora basada en relés i vàlvules que va denominar Model-K, (la K fa referència a kitchen, cuina en anglès, que va ser on va realitzar el seu muntatge). Realitzava càlculs basats en sumes binàries. Els Laboratoris Bell van aprovar llavors un programa de recerca complet, a la fi de l'any 1938, amb Stibitz al capdavant.
En 1939, per realitzar càlculs aritmètics amb nombres complexos necessaris en treballs de filtrat de senyals, va començar la construcció d'una màquina, la qual es va anomenar Calculadora de Nombres complexos ("Complex Number Calculator"), que va completar el 8 de gener de 1940. En una demostració realitzada en una conferència de la Mathematical Society, celebrada l'11 de setembre de 1940 en el Dartmouth College, Stibitz va enviar comandos a la computadora a través d'una línia telefònica. Va ser la primera vegada en la història que, de fet, es va usar una màquina computadora de forma remota a través d'una connexió telefònica.
Com a resultat de la seva activitat, es produeixen 4 calculadors que es van designar amb els noms de MARK-1, MARK-2, MARK-3 i MARK-4, aquest últim, construït l'any de 1945, incorporava alguns components electrònics (vàlvules electròniques), però en la seva major part estava construït a partir d'elements elèctrics (relevadores) i mecànics.
Stibitz va aconseguir 38 patents, a part de les quals va obtenir mitjançant els seus treballs en els Laboratoris Bell.